# ساري ناكازاوا
ساري ناكازاوا (باليابانية: 中沢沙理) هي عارضة يابانية، ولدت في 13 يوليو 1993 في أوتسو في اليابان.